# تپه سنجر ۲
تپه سنجر ۲ مربوط به پیش از تاریخ تا دوره عیلامیان است و در جاده شوش اندیمشک، نرسیده به سه راهی دهلران واقع شده و این اثر در تاریخ ۲۵ اسفند ۱۳۷۹ با شمارهٔ ثبت ۳۰۷۴ به‌عنوان یکی از آثار ملی ایران به ثبت رسیده است.